# Đồng Đức
Đồng Đức (chữ Hán giản thể: 同德县, âm Hán Việt: Đồng Đức huyện) là một huyện thuộc châu tự trị Hải Nam, tỉnh Thanh Hải, Cộng hòa Nhân dân Trung Hoa. Huyện này có diện tích 6494 ki-lô-mét vuông, dân số năm 2001 là 50.000 người, trong đó người Tạng chiếm 82%. Mã số bưu chính Đồng Đức là 813200. Chính quyền huyện Đồng Đức đóng ở trấn 尕 Ba Tùng Đa. Huyện này được chia thành 1 trấn và 5 hương.
- Trấn: 尕 Ba Tùng Đa.
- Hương: Ba Câu, Cốc Mang, Đường Can, Tú Ma, Hà Bắc.